# Batok (Tenjo)
Batok is een bestuurslaag in het regentschap Bogor van de provincie West-Java, Indonesië. Batok telt 11.274 inwoners (volkstelling 2010).